# Wendell (Caroline du Nord)
Pour les articles homonymes, voir Wendell.
Wendell est une ville américaine située dans le comté de Wake en Caroline du Nord. En 2010, sa population était de 5 845 habitants.

## Démographie
| 1910 | 1920  | 1930 | 1940  | 1950  | 1960  |
| ---- | ----- | ---- | ----- | ----- | ----- |
| 759  | 1 239 | 980  | 1 132 | 1 253 | 1 620 |

| 1970  | 1980  | 1990  | 2000  | 2010  | - |
| ----- | ----- | ----- | ----- | ----- | - |
| 1 929 | 2 222 | 2 822 | 4 247 | 5 845 | - |

## Source de la traduction
- (en) Cet article est partiellement ou en totalité issu de l’article de Wikipédia en anglais intitulé « Wendell, North Carolina » (voir la liste des auteurs).